# Thomas Dagworth
Sir Thomas Dagworth (Bradwell Juxta Coggeshall, 1276 – 1350) è stato un cavaliere medievale e nobile britannico che guidò le armate inglesi in Bretagna durante la guerra dei cent'anni.

## Biografia
Nel 1346 guidò una piccola forza inglese in Bretagna a sostegno della rivendicazione di  John de Montfort sul ducato. De Montfort era sostenuto dal trono inglese, mentre il suo rivale, Carlo di Blois dai francesi. Il 9 giugno, la forza di Dagworth fu attaccata dall'esercito, molto più numeroso, di Carlo alla  Saint-Pol-de-Léon. Sebbene quasi circondato, i suoi arcieri inglesi dotati di arco lungo vinsero lo scontro. L'anno successivo, il 20 giugno, ottenne una vittoria ancora più famosa alla Battaglia di La Roche-Derrien, dove catturò Carlo di Blois.
Fu chiamato al Parlamento d'Inghilterra nel 1347 nella veste di barone Dagworth.
Fu ucciso in un agguato, dai bretoni, nel luglio o agosto 1350
Nel 1343 aveva sposato Eleonora di Bohun, figlia di Humphrey de Bohun, IV conte di Hereford e di Elisabetta Plantageneta, sorella del re Edoardo II.